# Freddy vs. Jason (score)
Freddy vs Jason (score) es la banda de la película del mismo nombre compuesta por el músico y compositor Graeme Revell y tocada por  City of Prague Philharmonic Orchestra, 2 de estas canciones fueron tocadas por el grupo estadounidense de heavy metal Machine Head. Fue lanzado el 19 de agosto de 2003 por el sello discográfico Varése Sarabande.

## Lista de canciones
† Indica las canciones de Machine Head.
1. "The Legend" – 2:39
2. "The House on Elm Street" – 1:07
3. "Girl With No Eyes" – 3:08
4. "The Psych Ward" – 0:41
5. "Gibb Meets Freddy" – 3:00
6. "Will's Story" – 2:33
7. "French Kiss" – 1:57
8. "The Control Room" – 1:49
9. "Jason's Surprise Attack" † – 2:57
10. "Jason's First Dream" † – 1:01
11. "Stoner Creature" – 0:57
12. "Freddy's Dream World" – 1:10
13. "Jason Unmasked" – 3:49
14. "In the Library" – 2:42
15. "Freddy Gets Young Jason" – 3:30
16. "Wake Up Lori" – 1:49
17. "Freddy in the Real World" – 1:00
18. "Fight on the Dock" – 2:35
19. "Freddy Expires" – 2:37
20. "Is It Ever Over?" – 1:28

Como se nota todas las canciones son tocadas por City of Prague Philharmonic Orchestra. Excepto por las canciones Jason's Surprise Attack y Jason's First Dream que son tocadas por Machine Head.

## Personal
- Paul Broucek - Ejecutivo en cargo de la música.
- Mark Curry - Mezcla.
- Juraj Durovic - Ingeniero.
- Boris Elkis - Programación
- Lindsay J. Harrington - Coordinación.
- Dominic Hauser - Orquesta.
- Dora Hiller - Vocales.
- Mario Klemens - Conductor.
- Gregg Nestor - Preparador de Música.
- Melissa Osser - Vocales.
- Josef Pokluda - Contratista.
- Ashley Revell - Edición.
- Graeme Revell - Productor.
- Robert Revell - Guitarrista, Solista.
- Mitch Rotter - Ejecutivo.
- David Russo - Programación.
- Erin Scully - Ejecutivo.
- Tim Simmonec - Orquesta.
- Melanie Spore - Vocales
- Robert Townson - Productor Ejecutivo.

- Datos: Q5496946